# 东映动画
東映動畫株式会社（日語：／英語：）成立於1948年，是隸屬日本東映集團的動畫製作公司，亦是在日本的600家動畫製作公司大型規模的公司之一屬於綜合型的動畫公司．主要的業務為動畫企劃、製作、版權銷售，也是日本衛星電視「Animax」的股東，審議會文化廳會員、日本動畫協會正式會員、一般社團法人練馬動畫協議會的理事。與日昇、TMS娛樂、吉卜力工作室、新銳動畫、日本動畫和日本AD SYSTEMS是合作關係。製造部位在練馬區名為：新大泉工作室（日語：東映アニメーション 新大泉スタジオ）。
第一套劇場動畫為《白蛇傳》，而第一套電視動畫為《狼少年Ken》。很多著名的動畫師，例如宮崎駿、高畑勳、芝山努、大塚康生等人都曾在此就職。注册资本略高于战前成立的东宝株式会社。

## 簡介

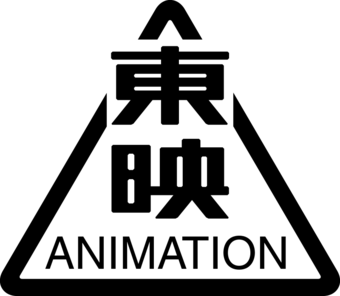
舊標誌

東映動畫在歐盟、美國、上海、香港、台灣、菲律賓都有分公司和子公司。菲律賓和美國有動畫製作部门，其他地區的東映動畫分公司和子公司則沒有。
東映動畫公司自1956年成立半個多世紀以來，截至2019年3月底製作了242部電影動畫、222部電視動畫節目和總計12,683部。秉持“將‘夢’與‘希望’傳遞給全世界的孩子及所有人們”為創辦理念。利用Animation讓孩子懷著夢想家的思維，並獲得光明的希望和豐富的想像力
東映動画由東映的「教育電影活動」中產生。該公司的教育電影業務於1947年1月開始，當時在東映的前身東横映画成立了開發部門。。世界大戰結束後的資源設備都很短缺。1940年代後半期參與電影教育最活躍的是東宝教育映画部，該部門與日動映画的前身日本動画有關，後來被東映動画公司收購。東映的社長大川博對「教育」抱有濃厚興趣1954年教育映画祭開始並成為社會關注的焦點，同年9月，東映也開始實施教育電影的獨立製作。在當時的價值觀，電影被認為不利於教育，在許多地區都對它進行嚴格審查，但是東映的教育電影改變社會對電影的價值觀，從此在社會地位和聲譽方面被日本社會接受，教育電影也逐漸被接受。
1955年，日動映画的藪下泰司與山本善次郎拜訪東映的課長今田智憲「我們經營一家名為日本動畫的製作公司總共24至25名員工，但這很困難。能與您合作嗎」此後課長以東洋的華特迪士尼收購日動映畫。今田是當時東映的高層管理對教育事業也有極大興趣1955年10月完成《うかれバイオリン》時已經收購日動映畫。東映動画開業時大多數是來自前日本動畫員工，公司地址是與日本動畫相同的新宿區原町。
隨著製片廠的建成和電影製作系統建立，在前任日動映画員工的指導下於1957年5月發行第一部短片《こねこのらくがき》，隨後1958年10月完成了《白蛇傳》耗時九個月時間花費4000萬日元的製作成本。家内制手工業將動畫影片納入現代產業，與此同時結束日本動畫戰爭。東映動画成為動畫行業人力的源泉之一。手塚治虫曾應邀為《西遊記》《辛巴德的冒險》和《わんわん忠臣蔵》製作，並實際的體驗工作現場，這增強手塚製作動畫的動力。
1958年，當時電視動畫節目的製作成本是電影的三倍。1962年手塚曾以極低的價格成為明治製菓的《原子小金剛》的贊助人以低廉的放映權製作電視動畫並開玩笑地說「漫畫是我的愛妻，但是動畫也是我的情人。」。手塚治虫見到《原子小金剛》的動畫師每天熬夜工作怒道：「動畫師的工資很低，工時卻很長。如果他們不是真正喜歡這個職業絕對難以生活！」出於這個想法，東映動畫為了底下員工的身心健康，於是停止投資高額資金製作動畫，即使是低預算的作品也能獲得收視率的製作模式。東映動畫於1963年成立工會以改善員工過勞和不合理的薪資待遇，同時東映動畫接下企劃權，解決電影作品的製作限制。
東映動畫改編類動畫影集中，大部分是一個標題直至它的故事製作完成。例如《ONE PIECE》的標題從1999年沿用至今。少數如《七龍珠》漫畫作家鳥山明幾次對動畫提出不滿的意見後它的收視率開始下滑。東映動畫曾經為了獲取較高額的資金製作它改變標題《七龍珠Z》，東映動畫、富士電視台、集英社的鳥嶋和彥共同協商:換掉一些人，請《聖鬥士星矢》的導演、劇本統籌、動畫師加進來。出現相對昂貴的作品例子。
東映動画的吉祥物是《长靴猫系列》主角貝羅（ペロ）。
1960年代隨著電視普及，主流動畫也從劇院電影動畫逐漸轉向電視動畫。這個時代的《狼少年肯》以及《魔法使莎莉》《鬼太郎》《甜蜜小天使》《虎面人》以電視節目的方式放映，這些後來被製作成劇院電影動畫，在東映動画的“東映まんがまつり”鼓勵父母家長帶著孩子來到“まんがまつり”讓孩子們擁有一個愉快的童年。1964年為應對日本經濟市場萎縮，東映停止東映娛樂版，加強製作傑出動畫而減少新作數量的措施。根據這項政策重新規劃東映動画的作品。當時製作動畫的資金為8000萬日元到9000萬日元，與電影院相當。後來電腦問世，1974年內部成立專門研發團隊，1977年正式成為技術委員會來研究電腦。也是東映在未來之所以會決定轉型數位動畫的主要因素。自1970年代下半年以來，東映擴大自己的領域，在電影院與電視製作發行動畫積極在市場、遊樂園等公共場所舉辦活動，並通過各種特殊產品和活動融入民眾的生活。1980年開始與家用遊戲製造商進行合作、研發數位動畫，但是在1980年代數位動畫的成本和製作各方面都非常昂貴，最後數位動畫難以實現。1990年代電腦的性能急劇提升、價格逐漸穩步下降，東映動畫開始實驗性的測試：1992年為《北斗神拳》數位遊戲開始，1996年開播的《鬼太郎》第4期於1997年4月起實施，同年9月2D的數位動畫《夢幻蠟筆王國》與同年11月加入3D效果的數位動畫《新‧怪博士與機器娃娃》放映成為東映動畫第一部數位動畫。在作業程序中，Animation、上色、攝影、背景和編輯全面數位化帶來許多便利，特別是在色相方面可以選擇多達1670萬種色相，不需要等待顏料風乾。工作者可以立即有效率地處理螢幕上所有作業流程。
東映動画在剛開始開業時只有短程的商業計劃，沒有長途商業計劃。課長金田「動畫是日本影業向世界推展的唯一產品」在1974年就任社長後，一直有將日本動畫轉向海外市場想法。作為日本動畫的海外推動者，金田是這個專案的指揮人物成立海外動畫版權銷售專案以東亞、東南亞為首 ，每年積極參加歐洲等世界各國的電視電影展、訪問世界各地的電影和發行公司，希望促進日本動畫的出口擴大電影和海外版權的銷售渠道。今田說「動畫是世界的共通語言」。但日本所製造的動畫影片就和漫畫一樣沒有受到多數海外國家和地區的重視，只有少數國家和地區願意接受它們。1978年7月，《小甜甜》和《金剛戰神》在法國安滕納第2頻道播出獲得高收視率。《無敵鐵金剛》在義大利和西班牙很受歡迎。1978年在法國和義大利《金剛戰神》獲得80%的最高收視率。《小甜甜》在黃金時段播出因此人氣居高不下。1970年代～1990年的年初，日本動畫僅被法國、義大利和西班牙等歐洲拉丁地區接受，但是以語言文化為中心的盎格魯-撒克遜地區，如英國、德國和北歐受個人主義因素，日本漫畫和動畫都受到抵制。這些情況一直到1986年《七龍珠》和《聖鬥士星矢》的動畫相繼推出後情況才獲得顯卓改善，日本的動畫成功拓展到海外市場。從那時起《金剛戰神》《小甜甜》《七龍珠》《美少女戰士》等動畫在世界各地播出。
1966年開始播出的日本和東映動畫第一部小女孩動畫片《魔法使莎莉》的“魔法少女”類型動畫，後續推出《甜蜜小天使》加入變身要素的“魔法少女變身”類型動畫啟發漫畫作家武內直子《美少女戰士》的創作，和東映動畫原創的《小魔女DoReMi》《光之美少女》。《美少女戰士》藉由魔法變身與打擊惡勢力的女英雄讓世界各地的女孩為之瘋狂被稱為“女孩獨立宣言”並於海外五十個國家和地區放映。該系列的版權銷售額達到3,000億日元與《七龍珠》相近。
1980年代後，集英社“週刊少年Jump”的漫畫作品陸續被改編成動畫，包括《怪博士與機器娃娃》、《金肉人》、《北斗神拳》、《聖鬥士星矢》、《七龍珠》、《灌篮高手》和《ONE PIECE》與「Jump黄金時代」同時進行播放。並致力於創造向日本和世界的孩子傳達夢想家的精神，對未來滿懷希望的思想家和教育啟發的動畫童年。，直至2012年改為“將‘夢’與‘希望’傳遞給全世界的孩子及所有人們”藉由Animation讓孩子懷著築夢與夢想家的思維，從中獲得對未來光明的希望和豐富的想像力。
1992年，EEI-TOEI動畫公司與菲律賓當地的EEI公司共同成立。
1995年，以人才培育為目的的東映動画動畫研究所成立開始招募導演，動畫師，美術設計師和CG製作者的研究學生。1998年更改為東映ANIMATION有限公司（東映アニメーション株式会社）。
2000年引入數位板進行繪圖的數碼系統。同年通過光纖網路連接菲律賓和日本生產產品的“東映アニメ製作ネットワークシステム”開始運營大大減少運輸所需的時間和效率。
2003年，在大泉工作室開設東映動畫畫廊。
2006年，與幻冬舍合作，推出不同於動畫和電影的“G-Anime”渥太華加蒂諾地區二級動畫公約。
2013年7月16日，子公司東映動畫音樂出版有限公司的銷售管理部門和辦公室從新宿區橫町遷至中野中央公園。2014年，在獲得股東大會批准後總部遷至中野辦事處，並於同年9月對破舊的大泉工作室進行了改建。大泉工作室臨時遷移到練馬區平岡市約三年。新大泉工作室於2017年8月完成，同年的年底遷移完畢，並於2018年1月開始營運。2017年9月23日起大泉工作室的東映動畫畫廊也關閉很長一段時間。舊大泉工作室在2018年7月28日重新以東映動畫博物館開幕。
相對於其他早已建立明確職位分工和外判制度的動畫公司，東映動畫是少數直至2000年代，仍然堅持主要動畫導演和製作人需為全職，並且完全理解所有製作流程的工作室。當中以助理導演人員需要兼任單集音響導演，與及製作人可以直接介入故事大綱的傳統，使之在業界領導地位中更為突出。不過進入2010年代，管理層開始接受更多自由身動畫師參與製作，並出現更多系列作品完成內部企劃後，將所有製作管理完全外判給中小型動畫公司的做法。

## 東映漫畫節
東映漫畫節日語：是東映兒童電影的標題於1963年12月起，每年的春節和學生寒假、暑假期間在日本全國的劇院放映動畫電影，主要的受眾對象為兒童。兒童可透過完成兒童雜誌所指定活動取得門票優惠折扣，也稱為「東映兒童動畫節」日語：。入場的兒童有機會獲得在電影預告片中所公開的禮品。
- 1990年改為「東映動畫節」日語：。
- 1990年7月變更「東映超級英雄博覽會」日語：。
- 2009年「3D東映動畫節」日語：。
- 2019年「東映漫畫節」日語：。
- 2020年受到疫情2019冠狀病毒病日本疫情影響，動畫電影延期上映[64][65][66]。

## 大事記
1948年1月31日政岡憲三與山本善次郎在東京成立「日本动画有限公司」，1952年8月更名为「日動映畫有限公司」。其後，日動映畫於1956年7月31日被东映收购，並更名为「东映动画有限公司」，開始製作動畫電影。
東映動畫時代制作的第一套電視動畫《狼少年Ken》於1963年11月25日正式於電視上播映。
- 1957年5月
  - 第一部短篇動畫《こねこのらくがき（日语：こねこのらくがき）》播映。
- 1958年10月
  - 第一部電影動畫《白蛇傳》上映。
- 1963年11月
  - 第一套電視動畫《狼少年肯（日语：狼少年ケン）》播映。
- 1969年3月
  - 「東映まんがまつり」第一部電影動畫《长靴猫剑客》上映，主角「貝羅（ペロ）」成為東映動畫公司的象徵。
- 1973年6月
  - 開始海外的外包製作。
- 1975年2月
  - 開始在海外銷售電視動畫作品，如《魔法使莎莉》和《無敵鐵金剛》。
- 1979年8月
  - 第一部獨立製作的電影動畫《銀河鐵道999》上映。
- 1981年4月
  - 第一套長篇電視動畫《怪博士與機器娃娃》播映。
- 1985年10月
  - 導入數位攝影系統。
- 1986年3月
  - 第一套自製遊戲軟體《北斗神拳》銷量達450,000張。
- 1991年12月
  - 基於數位影像的CATAS完成。
- 1992年11月
  - 在菲律賓成立EEI-TOEI ANIMATION CORPORATION（現為合併子公司）。
- 1995年12月
  - 導入FNVS和Xerocopying用於《鬼太郎 第4作》《七龍珠GT》《美少女戰士Sailor Stars》《靈異教師神眉》。
- 1997年2月
  - 電視和電影動畫全面數位化，使用「RETAS」第一部數位電視動畫《夢幻蠟筆王國》播映。
- 1997年3月
  - 在香港設立了TOEI ANIMATION ENTERPRISES LTD（現為一家合併子公司）。
- 1998年1月
  - EEI-TOEI ANIMATION CORPORATION成為子公司（現為合併子公司）。
- 1998年10月1日
  - 更名为东映ANIMATION有限公司。[67]
- 1999年2月　
  - 原創動畫系列開始。
- 2000年4月
  - EEI-TOEI動畫公司更名為TOEI ANIMATION PHILS,.INC。
- 2000年10月
  - 全面啟用CELSYS Inc.及平板LCD螢幕的電腦作畫數位系統。
- 2001年3月
  - 設立TOEI ANIMATION INCORPORATED（現為合併子公司）。
- 2002年7月
  - 成立LATERNA Inc.（現為AMAZONLATERNA Inc.）。
- 2004年3月
  - 在美國洛杉磯成立了TOEI ANIMATION INCORPORATED（現為合併子公司）。
- 2004年12月
  - 在法國巴黎的歐洲和中東地區成立了TOEI ANIMATION EUROPE SAS（現為合併子公司）。
- 2005年1月
  - 導入全新的核心SAP系統。用於創立50周年記念作品系列和之後的動畫產品。
- 2006年4月
  - 東映動畫研究部遷移至大泉工作室。
- 2008年12月
  - 收購TOEI ANIMATION ENTERPRISES LTD。
- 2009年10月
  - 第一部3DCG長篇電影動畫《蒸汽机车也卫门（日语：きかんしゃ やえもん#3D映画）》上映。
- 2013年7月
  - 合併新宿辦事處和周邊地區的其他基地，並遷至中野辦事處。
- 2014年12月
  - 大泉工作室重新裝潢，臨時工作室搬移東京都練馬區光丘。
- 2018年1月
  - 臨時製作部搬到新的大泉工作室。
- 2020年12月22日
  - 引入Preferred Networks, Inc.開發的「Scenify］人工智慧技術[68]，與長崎國際大學合作的第一部實驗動畫電影《URVAN》於2021年2月12日發表[69]。

## 電視動畫·網絡動畫

#### 1960年代
- 狼少年肯（日语：狼少年ケン）（1963年－1965年）
- 少年忍者風之藤丸（1964年－1965年）
- 格列佛的宇宙旅行（日语：ガリバーの宇宙旅行）（1965年）
- Hustle Punch（1965年－1966年）
- 彩虹戰隊（1966年－1967年）
- 阿松（第1作、1966年－1967年)
- 海賊王子（1966年）
- 魔法使莎莉（第1作、1966年－1968年）
- かみなり坊やピッカリ・ビー (1967年－1968年)
- ピュンピュン丸（第1期：1967年／第2期：1969年－1970年）
- キングコング（Video craft共同制作、1967年）
- 1/007親指トム（Video craft共同制作、1967年）
- 鬼太郎（第1作、1968年－1969年）
- サイボーグ009（第1作、1968年）
- Akane-chan（1968年）
- 佐武と市捕物控（Studio zero・蟲製作公司共同制作、1968年－1969年）
- 甜蜜小天使（第1作、1969年－1970年）
- もーれつア太郎（第1作、1969年－1970年）
- 虎面人（1969年－1971年）

#### 1970年代
- 無影腳（1970年－1971年）
- 魔法人魚真子（1970年－1971年）
- 猿飛小悅子（1971年－1972年）
- アパッチ野球軍（1971年－1972年）
- 鬼太郎（第2作、1971年－1972年）
- 原始少年リュウ（1971年－1972年）
- 魔法使恰比（1972年）
- 惡魔人（1972年－1973年）
- 金剛戰神系列
  - 無敵鐵金剛（1972年－1974年）
  - 金剛大魔神（1974年－1975年）
- 巴比倫2世（第1作、1973年）
- 玲瓏三勇士（1973年）
- ミラクル少女リミットちゃん（1973年－1974年）
- 咚隆隆炎魔君（1973年－1974年）
- 甜心戰士（1973年－1974年）
- 小仙女（1974年－1975年）
- 蓋特機器人系列
  - 蓋特機器人（1974年－1975年）
  - 蓋特機器人G（1975年－1976年）
- カリメロ（1974年－1975年）
- 少年德川家康（1975年）
- マグネモシリーズ
  - 鋼鐵吉克（1975年－1976年）
  - 無敵龍捲風（1976年－1977年）
  - 無敵巴拉達（1977年－1978年）
- 金剛戰神（1975年－1977年）
- 一休和尚（1975年－1982年）
- 大空魔龍（1976年－1977年）
- 飛鷹一號（1976年）
- 小甜甜（1976年－1979年）
- 鐵臂馬魯斯（1977年）
- 霹靂日光號（1977年－1978年）
- 神威賽車手（1977年－1978年）
- 宇宙海賊哈洛克船長（1978年－1979年）
- 冒險五傑（後來改名「SF西遊記Stasinger II」、1978年－1979年）
- 銀河鐵道999（1978年－1981年）
- 太空突擊隊（1978年－1979年）
- 花仙子（1979年－1980年）
- 圓桌騎士物語（1979年－1980年）

#### 1980年代
※與一家國際電影公司合作，○與Marvel Productions和Sangbou Productions合作。
- 魔法少女拉拉貝爾（1980年－1981年）
- 圓桌騎士物語（1980年）
- がんばれ元気（1980年－1981年）
- めちゃっこドタコン（1981年、※）
- 小婦人（1981年、※）
- ハロー!サンディベル（1981年－1982年）
- 天才博士與機器娃娃（1981年－1986年）
- ハニーハニーのすてきな冒険（1981年～1982年、※）
- J9系列※
  - 銀河旋風（1981年－1982年）
  - 銀河烈風（1982年－1983年）
  - 銀河疾風（各話制作協力、1983年－1984年）
- 千年女王（1981年－1982年）
- 虎面人二世（1981年－1982年）
- 魔境傳說（1982年、途中から、※）
- あさりちゃん（1982年－1983年）
- 聖戰士 (機甲艦隊)（1982年－1983年）
- パタリロ!（後に「ぼくパタリロ!」に改題、1982年－1983年）
- The・かぼちゃワイン（1982年－1984年）
- わが青春のアルカディア 無限軌道SSX（1982年－1983年）
- 愛してナイト（1983年－1984年）
- 光速電神（1983年－1984年）
- 金肉人（1983年－1986年）
- 停止！！雲雀!（1983年－1984年）
- 伏魔小旋風（1983年）
- 夢戦士ウイングマン（1984年－1985年）
- 變形金剛系列
  - 變形金剛（1984年－1986年、〇）
  - 變形金剛 (第三季)（1986年－1987年、〇）
  - 變形金剛 (第四季)（制作元請：AKOM、OP動畫、1987年、〇）
  - 變形金剛 (第五季)（1987年－1988年）
  - トランスフォーマー 超神マスターフォース（1988年－1989年）
  - 戦え!超ロボット生命体 トランスフォーマーV（1989年）
- 外星小美兒（1984年－1985年）
- 雷射戰士（1984年－1985年）
- Gu-Guガンモ（1984年－1985年）
- 北斗神拳系列（2006年劇場版由Tom's Entertainment制作）
  - 北斗神拳（1984年－1987年）
  - 北斗神拳2（1987年－1988年）
- はーいステップジュン（1985年－1986年）
- コンポラキッド（1985年）
- 鬼太郎（第3作、1985年－1988年）
- 大英雄（1985年－1987年、〇）
- 楓葉鎮物語系列
  - 楓葉鎮物語（1986年－1987年）
  - 新楓葉鎮物語 棕櫚鎮篇（1987年）
- 七龍珠系列
  - 七龍珠（1986年－1989年）
  - 七龍珠Z（1989年－1996年）
- 銀牙（1986年）
- 剛Q超児イッキマン（1986年）
- 聖鬥士星矢（1986年－1989年）
- 傑森一家（制作元請：Hanna Barbera Productions、制作協力、1987年）
- 聖魔大戰系列
  - 聖魔大戰（1987年－1989年）
  - 新聖魔大戰（1989年－1990年）
- 假面忍者 赤影（1987年－1988年）
- レディレディ!!系列
  - レディレディ!!（1987年－1988年）
  - ハロー!レディリン（1988年－1989年）
- G.I Joe: The Movie（1987年）
- 鬥將！！拉麵男（1988年）
- 魁！！男塾（1988年）
- 甜蜜小天使（第2作、1988年－1989年）
- 靈幻小子（1989年－1990年）
- 魔法使莎莉（第2作、1989年－1991年）
- 西瓜皮先生（1989年－1990年）

#### 1990年代
- もーれつア太郎（第2作、1990年）
- 神通小精靈（1990年－1992年）
- 金魚注意報!（1991年－1992年）
- 蓋特機器人號（1991年－1992年）
- キン肉マン キン肉星王位争奪編（1991年－1992年）
- 勇者鬥惡龍 達伊的大冒險（1991年－1992年）
- 美少女戰士系列
  - 美少女戰士（1992年－1993年）
  - 美少女戰士R（1993年－1994年）
  - 美少女戰士S（1994年－1995年）
  - 美少女戰士SuperS（1995年－1996年）
  - 美少女戰士Sailor Stars（1996年－1997年）
- スーパービックリマン（1992年－1993年）
- GS美神（1993年－1994年）
- 灌籃高手（1993年－1996年）
- リトルツインズ（1993年）
- 足球風雲!（1993年－1994年）
- 橘子醬男孩（1994年－1995年）
- 真拳伝説タイトロード（1994年）
- 空想科學世界（1995年）
- 世界名作童話シリーズ ワ〜ォ!メルヘン王国（1995年）
- 近所物語（1995年－1996年）
- 鬼太郎（第4作、1996年－1998年）
- 七龍珠GT（1996年－1997年）
- 靈異教師神眉（1996年－1997年）
- 流星花園（1996年－1997年）
- 甜心戰士F（1997年－1998年）
- 金田一少年事件簿（1997年－2000年）※東映動畫最後的傳統動畫作品
- あずみマンマ・ミーア（1997年）
- 夢幻蠟筆王國（東映動畫第一部數位動畫作品、1997年－1999年）
- ハニ太郎です。（1997年－1998年）
- 天才博士與機器娃娃（1997年－1999年）
- 春庭家の3人目（1998年）
- こっちむいて!みい子（1998年－1999年）
- ふしぎ魔法ファンファンファーマシィー（1998年－1999年）
- ヘリタコぷーちゃん（1998年－1999年）
- 遊戲王（第1作、1998年）
- 甜蜜小天使（第3作、1998-1999年）
- 守護月天!（1998年－1999年）
- 小魔女DoReMi（1999年－2000年）
- 神風怪盜貞德（1999年－2000年）
- 數碼寶貝大冒險（1999年－2000年）
- ONE PIECE（1999年－）

#### 2000年代
- 爆裂戰士戰藍寶（2000年）
- 小魔女DoReMi系列
  - 小魔女DoReMi#（2000年－2001年）
  - 大集合!小魔女DoReMi（2001年－2002年）
  - 小魔女DoReMi大合奏!（2002年－2003年）
- 数码宝贝系列
  - 數碼寶貝大冒險02（2000年－2001年）
  - 數碼寶貝馴獸師之王（2001年－2002年）
  - 數碼寶貝無限地帶（2002年－2003年）
  - 数码宝贝X进化（電視特別篇、2005年）
  - 数码宝贝拯救者（創立50周年記念作品、2006年－2007年）
- 勝負師伝説 哲也（2000年－2001年）
- ピポパポパトルくん（2000年－2001年）
- ののちゃん（2001年－2002年）
- Kanon（第1作、2002年）
- 最終兵器少女 （制作元請：GONZO、制作協力、2002年）
- 金肉人系列
  - 金肉人二世（2002年）
  - 金肉人二世 ULTIMATE MUSCLE（2004年）
  - 金肉人二世 ULTIMATE MUSCLE2（2006年）
- 釣魚迷日記（2002年－2003年）
- 明日之星娜佳（2003年－2004年）
- エアマスター（2003年）
- 鼻毛真拳（2003年－2005年）
- 魔法少年賈修（2003年－2006年）
- 熱拳本色系列
  - 熱拳本色1（2004年）
  - 熱拳本色1 日米決戦編（2006年）
- 光之美少女系列
  - 光之美少女（2004年－2005年）
  - 光之美少女 Max Heart（2005年－2006年）
  - 光之美少女Splash Star（東映動畫創立50周年記念作品 、2006年－2007年）
  - Yes! 光之美少女5（2007年－2008年）
  - Yes! 光之美少女5GoGo!（2008年－2009年）
  - 光之美少女：幸福精靈Fresh!（2009年－2010年）
- 冒險王畢特系列
  - 冒險王畢特（テレビ東京開局40周年記念作品、2004年－2005年）
  - 冒險王畢特EX（2005年－2006年）
- 異域傳說系列（2005年）
- 新宇宙飛龍（2005年－2006年）
- 怪 ayakashi（2006年）
- 飛輪少年（東映動畫創立50周年記念作品、Marvelous、愛貝克思集團共同製作、2006年）
- 神様家族（東映動畫創立50周年記念作品 、2006年）
- 貧窮姊妹物語（東映動畫創立50周年記念作品 、2006年）
- 飛天小女警Z（東映動畫創立50周年記念作品、東京電視台、Aniplex共同製作。2006年－2007年）
- 銀色のオリンシス（2006年）
- 真仙魔大戰（東映動畫創立50周年記念作品、2006年－2007年）
- 鬼太郎（第5作、2007年－2009年）
- 戀愛情結（2007年）
- 太極千字文（2007年－2008年）
- 物怪（2007年）
- はたらキッズ マイハム組（2007年－2008年）
- 墓場鬼太郎（2008年）
- Battle Spirits 少年突破馬神 (制作元請：日昇動畫、制作協力、2008年-2009年)
- 我家3姊妹（2008年－2010年）
- ロボディーズ -RoboDz- 風雲篇（華特迪士尼・日本電視台共同製作、2008年）
- ねぎぼうずのあさたろう（2008年－2009年）
- 京浜家族（ケータイ配信 、2009年）
- マリー&ガリー（すイエんサー枠内にて放送、2009年－2010年）
- 七龍珠改（『七龍珠Z』的數位修正再編集版、2009年－2011年）
- 怪談餐廳（2009年－2010年）
- 空中鞦韆（2009年）

#### 2010年代
- 光之美少女系列
  - 光之美少女：甜蜜天使！（2010年－2011年）
  - 光之美少女：美樂天使（2011年－2012年）
  - Smile 光之美少女！（2012年－2013年）
  - DokiDoki! 光之美少女（2013年－2014年）
  - 填充幸福 光之美少女！（2014年－2015年）
  - GO! 光之美少女公主（2015年－2016年）
  - 魔法使光之美少女！（2016年 -2017年）
  - 光之美少女：食尚甜心（2017年－2018年）
  - HUG! 光之美少女（2018年－2019年）
  - 星光閃亮☆光之美少女（2019年－2020年）
- マリー&ガリー ver.2.0（2010年－2011年）
- 我家3姊妹（2010年）
- 熱拳本色系列
  - 熱拳本色1 影道編（2010年）
  - 熱拳本色1 世界大会編（2011年）
- 数码宝贝系列
  - 数码宝贝合体战争（2010年－2011年）
  - 数码宝贝合体战争～邪惡的死亡指揮官與七個王國～（2011年）
  - 数码宝贝合体战争～穿越时空的少年猎人们～（2011年－2012年）
  - 數碼暴龍App世代（創立60周年記念作品、2016年－2017年）
- 美食獵人（2011年－2014年）
- 聖鬥士星矢系列
  - 聖鬥士星矢Ω（2012年－2014年）
  - 聖鬥士星矢 黃金魂 -soul of gold-（2015年）
  - 聖鬥士星矢 聖鬥少女翔（實際由gonzo製作、2018年－）
  - 聖鬥士星矢：Knights of the Zodiac（2018年）
- 探險托里蘭托系列
  - 探險托里蘭托（2012年－2013年）
  - 探險托里蘭托 -1000年の真宝-（2013年－2014年）
- 京騷戲畫（2013年）
- 鐵金剛少女Z（2014年）
- 魔神之骨（2014年－2015年）
- 天雷爭霸：復仇者聯盟（The Walt Disney Company (Japan)共同製作、2014年－2015年）
- 金田一少年之事件簿系列
  - 金田一少年之事件簿R（2014年）
  - 金田一少年之事件簿R 第2期（2015年－2016年）
- 暴れん坊力士!!松太郎（2014年）
- 七龍珠系列
  - 七龍珠改 魔人普烏篇（2014年－2015年）
  - 七龍珠超（2015年－2018年）
- 境界觸發者 第一期（2014年－2016年）
- 美少女戰士Crystal系列
  - 美少女戰士Crystal 第1期・第2期Package Master Edition（2015年）
  - 美少女戰士Crystal Season III（2016年）
- 虎面人W（創立60周年記念作品、2016年－2017年）
  - 花月：宝物がいっぱい（2017年）
- 正確的卡多（2017年）
- 屁屁偵探系列
  - 屁屁偵探 第一期（2018年）
  - 屁屁偵探 第二期（2018年－2019年）
  - 屁屁偵探 第三期（2019年）
- 鬼太郎（第6作、2018年）
- 爆釣王（日语：爆釣バーハンター）（GALLOP共同製作、2018年－2019年）

#### 2020年代
- 光之美少女系列
  - 元氣魔法♥光之美少女（2020年－2021年）
  - Tropical-Rouge！光之美少女（2021年－2022年）
  - 美味Party♡光之美少女（2022年－2023年）
  - 開闊天空！光之美少女（2023年－2024年）
  - 美妙寵物 光之美少女（2024年－2025年）
  - 你和偶像 光之美少女♪（2025年－2026年）
- 数码宝贝系列
  - 数码宝贝大冒险：（2020年－2021年）
  - 数码宝贝幽灵游戏（2021年－2023年）
  - 數碼寶貝BEATBREAK（2025年－）
- 勇者鬥惡龍 達伊的大冒險（2020年－2022年）
- 屁屁偵探系列
  - 屁屁偵探 第四期（2020年）
  - 屁屁偵探 第五期（2021年）
  - 屁屁偵探 第六期（2022年）
  - 屁屁偵探 第七期（2023年）
- ふしぎ駄菓子屋 銭天堂（2020年－）
- 瓢蟲少女（特別篇）
- 境界觸發者系列別篇、2020年－2021年）
  - 境界觸發者 第二期（2021年）
  - 境界觸發者 第三期（2021年－2022年）
- 辣糖甜心（2023年）
- 逃走中 THE GREAT MISSION（2023年－2025年）
- Girls Band Cry（2024年）
- 七龙珠大魔（2024年－2025年）

## 相聯事件

### 工作問題
2021年1月20日有兩名員工於《光之美少女系列(東堂いづみ)》團隊，在網路上以假名發表指控東映動畫公司過度勞累，歧視外籍員工。他們說：「我一直很欣賞東映動畫。從東映的導演那裡收到了寶貴的建議，在加入公司之前一直對公司的印象很好。但是當我進入公司後卻倍感壓抑。」但是公司否認有歧視外籍員工及工作量的行為，公司表示他們確實在東映動畫上班，但是新加入沒有朋友支援工作，所以產生這些想法。

### 第三方入侵
2022年3月6日，东映动画雇员在某个被篡改的网站下载业务所需软件时，电脑被感染勒索病毒，随后内部网遭到「第三方入侵」，服务器和电脑的部分数据被勒索病毒加密，东映动画采取了停止部分内部系统和限制外部访问等安全措施，因此部分动画的制作进度受到影响。

## 關聯人物

### 歷任董事
1. 大川博（1956年－1964年）
2. 山崎李四郎（1964年）
3. 山梨稔（1964年－1971年）
4. 高橋勇（1971年－1972年）
5. 登石雋一（1972年－1974年）
6. 今田智憲（1974年－1993年）
7. 泊懋（1993年－2003年）
8. 高橋浩（2003年－2012年）
9. 高木勝裕（2012年－）

### 現役員
- 森下孝三（東映動畫前任董事長）
- 重村一（ニッポン放送取締役会長、東映動畫社外取締役）

### 企劃
- 清水慎治
- 関弘美
- 鷲尾天

### 動畫師・助理導演
- 青山充（動畫師）
- 浅沼昭弘（動畫師）
- 五十嵐卓哉（助理導演）
- 幾原邦彦（助理導演）
- 稲上晃（動畫師）
- 井上栄作（動畫師）
- 入好さとる（動畫師）
- 今澤哲男（助理導演）
- 今村隆寛（助理導演）
- 上野賢（動畫師）
- 宇田鋼之介（助理導演）
- 梅澤淳稔（助理導演・製作）
- 漆原智志（動畫師）
- 大西陽一（動畫師）
- 岡迫亘弘 (動畫師)
- 奥山玲子（動畫師）
- 貝澤幸男（助理導演）
- 角銅博之（助理導演）
- 葛西治（助理導演）
- 勝間田具治（助理導演）
- 金田伊功（動畫師）
- 椛島義夫（動畫師）
- 川村敏江（動畫師）
- 木村圭市郎（動畫師）
- 楠部大吉郎（動畫師）
- 小泉昇（動畫師）
- 香西隆男（動畫師）
- 古賀豪（助理導演）
- 小田部羊一（動畫師）
- 小松原一男（動畫師）
- 小村敏明（助理導演）
- 紺野修司（動畫師）
- 佐佐門信芳（動畫師）
- 境宗久（助理導演）
- 佐藤元（動畫師）
- 佐藤順一（助理導演）
- 設樂博（助理導演）
- 芝田浩樹（助理導演）
- 志水淳兒（助理導演）
- 白土武（動畫師・助理導演）
- 高橋信也（動畫師）
- 田口勝彦（助理導演）
- 竹田欣弘（動畫師）
- 館直樹（動畫師）
- 田中裕太（助理導演）
- 爲我井克美（動畫師）
- 月岡貞夫（動畫師）
- 角田紘一（動畫師）
- 中尾幸彦（助理導演）
- 永樹凡人（助理導演）
- 中鶴勝祥（動畫師）
- 長峯達也（助理導演）
- 中村和子（動畫師）
- 西尾大介（助理導演）
- 西澤信孝（助理導演）
- 西田達三（動畫師）
- 新田義方（助理導演）
- 長谷川眞也（動畫師）
- 濱洲英喜（動畫師）
- 姫野美智（動畫師）
- 福田道生（動畫師・助理導演）
- 細田雅弘（助理導演）
- 三塚雅人（助理導演）
- 宮原直樹(動畫師)
- 山室直儀（動畫師）
- 林 重行（助理導演）

### 自由職業動畫師・助理導演
- 蘆田豐雄（動畫師・助理導演）
- 荒木伸吾（動畫師）
- 志田直俊（動畫師）
- 海老澤幸男（動畫師）
- 大田朱美（動畫師）
- 大塚康生（動畫師）
- 高橋優也（動畫師）
- 涂永策（動畫師）
- 宮本浩史（助理導演）
- 森利夫（動畫師）
- 藪下泰司（助理導演）
- 山下高明（動畫師）
- 梨澤孝司（動畫師）
- 真部周一郎（動畫師）
- 美馬健二（動畫師）
- 大塚健（動畫師）
- 内山正幸（動畫師）
- 馬越嘉彦（動畫師）
- 細田守（動畫師・助理導演）
- 杉井儀三郎（助理導演）
- 石崎壽夫（動畫師）
- 芝山努（助理導演）
- 宮崎駿（助理導演）
- 芹川有吾（助理導演）
- 高畑勲（助理導演）
- 小林治（助理導演）*

### 脚本家
- 伊藤睦美
- 影山由美
- 三条陸
- 田中仁
- 成田良美
- まさきひろ
- 村山功
- 山田隆司（栗山緑）

### 製片人
- 今田智憲
- 金丸裕
- 神木優
- ギャルマト・ボグダン
- 柴田宏明
- 七條敬三
- 内藤圭祐
- 原徹
- 森山義秀
- 柳川明
- 若林豪
- 渡邊亮徳

### 美術設計師
- 佐藤千恵
- 増田竜太郎
- 行信三 (カルロス・ユキ)
- ゆききゆえ
- 吉池隆司
- 渡辺佳人

### 色彩設計師
- 小日置知子
- 佐久間ヨシ子
- 沢田豊二
- 塚田劭
- 辻田邦夫 (國音邦生)
- 堀田哲平

### CG導演
- 中澤大樹
- 宮原直樹
- 川崎健太郎
- さとうえい
- 加藤康弘
- 能沢諭
- 牧野快
- 宮本浩史
- 日向学
- 鎌田匡晃
- 小林真理
- 鄭載薫
- 高橋友彦

### 製片助理
- 風間厚徳
- 額賀康彦
- 柳義明
- 坂井和男
- 樋口宗久
- 山崎尊宗

## 其他相關
- 東映
- 東映動畫 大泉工作室
- 東映アニメフェア
- 東映アニメまつり
- 東映アニメスペシャル
- とびだす!3D東映アニメまつり
- 富士媒體控股
- 朝日電視台
- TBS電視台
- 日本電視台
- 東急株式會社
- 萬代南夢宮
- AKA一般社團法人日本動畫協會
- 東映太秦映畫村
- 日本動畫工作室列表

## 外部連結
- 東映動畫（日本）官方網站（页面存档备份，存于） （日語）
- 東映動畫博物館（页面存档备份，存于） （日語）
- 東映動畫（歐洲）官方網站 （页面存档备份，存于）（法文）
- 東映動畫（美國）官方網站 （页面存档备份，存于）（英文）
- 東映動畫（香港）官方網站 （页面存档备份，存于）（英文）
- 東映動畫的YouTube頻道（页面存档备份，存于） （日語）
- 東映動畫的Twitter（页面存档备份，存于） （日語）
- 日本動畫協會（页面存档备份，存于） （日語）
- ANIMATION・特輯 | 東映太秦映画村（页面存档备份，存于） （日語）
- 東映動畫（台灣）
- Toei animation | 東映動畫商店街 （页面存档备份，存于）
- 东映动画的哔哩哔哩个人空间（简体中文）

## 另見
- Topcraft/吉卜力工作室,Studio Junio & Hal Film Maker/TYO Animations，前東映相關公司
- 蟲製作公司，手塚治虫開設的動畫公司
- SHIN-EI動畫，前東映相關公司楠部大吉郎
- Yamamura Animation，前東映相關公司山村浩二
- 動畫工房，前東映相關公司